# ОСТ (компания)
«ОСТ» — российская группа предприятий, производитель спиртных и безалкогольных напитков, по выпуску лимонадов являющийся крупнейшим в стране. Управляющая компания — Закрытое акционерное общество «Группа предприятий „ОСТ“». Штаб-квартира — в городе Черноголовка Московской области.
Группа основана в 1998 на базе Черноголовского завода алкогольной продукции «ОСТ-Алко» (построен в 1995).
Производит алкогольную продукцию (ООО Черноголовский завод алкогольных напитков «ОСТ-Алко»), безалкогольные напитки («ОСТ-Аква»), стеклотару («ОСТ-Тара»), имеет девелоперский бизнес («ОСТ-Строй»).
ЗАО «Группа предприятий ОСТ» принадлежит 100 % ликероводочного завода ООО «ЧЗАП „ОСТ-Алко“», 61,78 % ЗАО «ОСТ-Аква» (слабо- и безалкогольные напитки), 51 % ОАО «Спиртзавод „Петровский“», 70 % ЗАО «ОСТ-Тара», 52 % типографии ЗАО «ОСТ-Мастер».

## Собственники и руководство
До августа 2010 г. Владельцами являлись — Лариса Пекарева (70 %, жена депутата Государственной думы Владимира Пекарева), Елена Филиппова (15 %) и др.
В августе 2010 Активы Группы ОСТ проданы Кабардино-Балкарской группе Риал, основным владельцем которой считается Хадис Абазехов

## Деятельность
C 1994 по 2007 гг.. Выпускала именную водку ТМ Жириновский Российского политика Владимира Жириновского
Выпускает спиртные напитки под марками «Богородская», «Стольная», «Шустовъ», слабоалкогольные коктейли «Джет» и Vintage. По заказу РВВК разливает водку «Флагман», а также напитки для PepsiCo и компании «Хэппилэнд». Также в группу входят стеклотарный завод в Электростали, типография и т. д.
В 2006 году компания произвела 4,4 млн дал крепкого алкоголя. Консолидированный оборот группы по итогам 2006 года — 10,15 млрд руб.
В 2009 году менеджеры управляющей Кабардино-Балкарской группы Риал заняли руководящие посты в компании
Основные бренды на безалкогольном рынке: «Напитки из Черноголовки» («Буратино», «Дюшес», «Саяны», «Байкал» и другие различные лимонады), Courtois (бутилированный функциональный напиток), «Черноголовская» (бутилированная питьевая вода), Tisana (бутилированный холодный чай).

## Критика
«ОСТ-Алко» неоднократно (в 1999, 2004 и 2010 гг) оказывался замешан в скандалах с «паленой» водкой. В 2004 году Виктор Алкснис обвинил ОСТ в уходе от налогов на сумму более 2 миллиардов рублей только за 2003—2004 годы.